# 蒂華納
32°31′N 117°01′W / 32.517°N 117.017°W

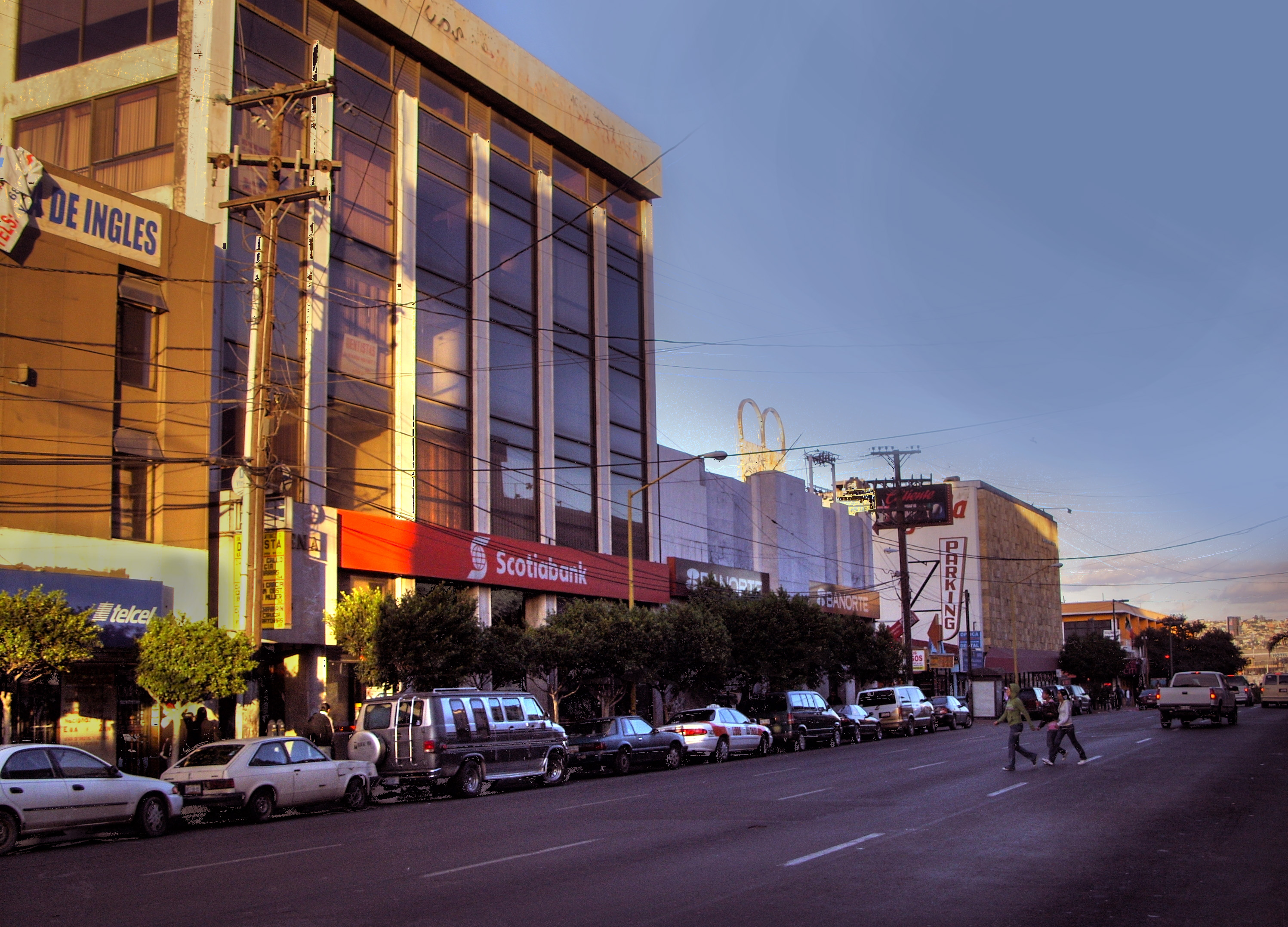
提華納街景

提華納（[tiˈxwana] ⓘ）是墨西哥下加利福尼亞州最大城市，位于墨西哥北部邊境地區，北鄰美国聖地牙哥市19公里，西濒太平洋。提華納與美國加利福尼亞州的聖地牙哥市組成橫跨兩國且擁有数百萬人口的聖地牙哥-提華納都會區。

## 地理
蒂华纳市面积为1239.49平方公里，拥有57公里的海岸线。當地受太平洋暖流影响，冬季温和且夏季凉爽，年平均气温20度左右。

## 历史
19世纪后期之前，蒂华纳地区是西班牙帝国下属殖民地新西班牙总督区（1821年前）和墨西哥西北部加利福尼亚省的偏僻地区，除了偶有传教士活动外，居民只有美洲印第安部落。美墨战争后加利福尼亚省中北部被割让给美国，之后蒂华纳成为美墨边境的贸易的边检站。在美国洛杉矶和圣迭戈发展起来之前，这里长期是偏远落后地区。
蒂华纳正式建城于1889年7月11日，在19世纪刚开发时是以农业和畜牧业为主要产业，这个城市的名字“Tijuana”最初来自当时本地的一个著名牧场主，被人们昵称为“姨妈胡安娜（Aunt Juana）”的“蒂亚胡安娜（Tía Juana）"。
20世纪后期以来，由于美国加州尤其是南加州都市比如洛杉矶和圣迭戈迅速崛起，蒂华纳的经济有了迅速增长，除了地理条件的优势成为旅游业快速发展的城市，拥有多家跨国集团公司的蒂华纳还成为北美地区占主导地位的制造中心之一，特别是医疗器械制造业。蒂华纳城市的座右铭是“Aquí empieza la Patria”，意思是“祖国从这里开始”。 

## 治安
由于毒品交易、枪械泛滥、人口贩卖与帮派集团斗争，导致当地犯罪率逐年攀升，2018年统计该城市所发生的谋杀案超过上千起，平均一天会发生6起谋杀案，被外媒称为世界上最暴力的城市之一。
除了对美国的毒品贸易外，腐败的政府和警察部门也加剧了蒂华纳的治安危机。此外，针对美国居民的非法性服务和从美国走私武器也是蒂华纳令人头痛的治安问题。由于蒂华纳的居民普遍贫困，收入差距悬殊，导致民众为了一点蝇头小利就甘为黑帮充当耳目，黑帮和毒贩经常雇佣当地居民做眼线和侦查哨，这导致了执法成本的上升，虽然有美国缉毒局和边界执法机关甚至FBI的协助，蒂华纳的治安问题依旧是难解的症结。

## 交通
在墨西哥國內，人們可以利用1號聯邦公路到達恩森那達，遊客也可以利用景色比較優美的四線雙程1-D收費公路。利用2號聯邦公路則可以沿著美墨邊境到達東部的奇瓦瓦。
紧靠美墨邊界的蒂华纳国际机场是蒂华纳主要的联外机场，从该机场可飞往墨西哥国内多个城市以及部分国际航点。

## 邊境旅遊
人們可以步行或駕車越過美墨邊境，過境後到達聖地牙哥，連接美國5號或805號州際公路。過境美國平日只需數分鐘，但在假日乘坐汽車可能需要排隊數小時。
罗萨里托（Rosarito）是位于墨西哥下加利福尼亚州的沿海度假城市，是蒂华纳大都会区的第二大城市，市内主要商业和建筑都集中在贝尼托·尤雷斯大道（Boulevard Benito Juárez）上。罗萨里托的海滩和酒吧夜总会在美国纪念日和劳动节这两个假日长周末期间都会吸引很多美国年轻人前来渡假。由于蒂华纳没有消费税，所有的商品都比美国便宜很多，油价要便宜20%。
罗萨里托原来只是蒂华纳大都会区郊区的一部分，直到1995年12月1日才转为独立城市。在20世纪70年代和80年代初期，罗萨里托经济的增长速度是中等持续的， 到80年代中期，由于旅游业等相关产业的迅猛发展，吸引了大量外来投资，经济开始飞速增长。
由於墨西哥物價低廉，不少美國人過境至此消費。另外，美墨法律差異亦幫助蒂華納吸引了不少美國遊客：相對較低的合法飲酒年齡（美國21歲、墨西哥僅18歲）、低廉的医疗费用、寬鬆的藥物管制程序，光明正大存在的紅燈區（美國僅內華達州十六郡中的十二郡允許合法賣淫）等等，皆使得蒂華納成為美國人醫療旅遊、乃至性旅遊的熱門地點。

## 氣候
| 蒂華納                   | 蒂華納      | 蒂華納      | 蒂華納      | 蒂華納      | 蒂華納      | 蒂華納      | 蒂華納      | 蒂華納      | 蒂華納      | 蒂華納      | 蒂華納      | 蒂華納      | 蒂華納        |
| 月份                     | 1月         | 2月         | 3月         | 4月         | 5月         | 6月         | 7月         | 8月         | 9月         | 10月        | 11月        | 12月        | 全年          |
| ------------------------ | ----------- | ----------- | ----------- | ----------- | ----------- | ----------- | ----------- | ----------- | ----------- | ----------- | ----------- | ----------- | ------------- |
| 平均高温 °C（°F）        | 20.6 (69.1) | 21.0 (69.8) | 20.5 (68.9) | 21.6 (70.9) | 23.6 (74.5) | 24.7 (76.5) | 25.5 (77.9) | 26.0 (78.8) | 26.5 (79.7) | 25.4 (77.7) | 23.2 (73.8) | 20.7 (69.3) | 23.9 (75.0)   |
| 平均低温 °C（°F）        | 7.4 (45.3)  | 8.4 (47.1)  | 9.6 (49.3)  | 10.7 (51.3) | 13.4 (56.1) | 15.3 (59.5) | 17.1 (62.8) | 17.9 (64.2) | 17.0 (62.6) | 13.1 (55.6) | 9.8 (49.6)  | 6.9 (44.4)  | 12.2 (54.0)   |
| 平均降雨量 mm（）        | 43.1 (1.70) | 42.7 (1.68) | 61.5 (2.42) | 19.5 (0.77) | 3.2 (0.13)  | 0.7 (0.03)  | 0.5 (0.02)  | 0.4 (0.02)  | 5.4 (0.21)  | 9.4 (0.37)  | 32.3 (1.27) | 36.2 (1.43) | 254.9 (10.04) |
| 平均降雨天数（≥ 0.1 mm） | 5.9         | 5.4         | 8.1         | 3.8         | 1.1         | 0.6         | 0.5         | 0.3         | 1.1         | 2.7         | 3.8         | 4.4         | 37.7          |
| 来源：SMN                |             |             |             |             |             |             |             |             |             |             |             |             |               |

## 外部連結
- Tijuana Municipal Government （页面存档备份，存于）
- Tijuana Economic Development Corporation